# 정장섭
정장섭(1948년 8월 24일 ~ 2024년 3월 30일)은 대한민국의 기업인이다.

## 학력
- 고려대학교 (법학 / 학사)

## 약력
- 한국중부발전 대표이사 사장
- 한국열병합발전협회 회장
- 에너지관리공단 이사장
- 산업자원부 무역투자실 실장
- 산업자원부 자원정책실 실장

## 생애
그는 산업자원부(現 지식경제부) 고위 간부를 거쳐 2001년~2004년까지 에너지관리공단 이사장, 2005년 한국중부발전 사장직을 수행했다. 그러던 2007년 6월과 12월 중부발전이 발주한 185억원 규모의 보령화력 설비 공사와 제주화력발전소 공사를 케너텍이 수주하게 해주는 대가로 이 회사 이상선 회장으로부터 1억 1000만원을 받은 혐의, 즉 한국전력 재임기간 중 공사수주를 대가로 억대 금품을 수수한 혐의로 구속되었다. 그리고 추가적으로 사업 전망이 불투명한 업체에 무담보 대출을 해줬다는 의혹에 역시 조사 받게 되었다. 2011년에는 건설현장 식당(함바) 운영권 비리 사건에 연루돼 검찰에 소환됐다.

### 사망
2024년 3월 30일 오후 4시 35분 사망했다. 향년 75세.